# Jiangnan
Jiangnan is een streek op het Chinese Vasteland. De naam Jiangnan betekent "ten zuiden van de rivier"; de streek ligt ook echt ten zuiden van een rivier, de Yangtze. De autochtone talen die hier worden gesproken zijn: Wu in het zuiden en Jianghuai-Mandarijn in het noorden. Jiangnan omvat Zuid-Jiangsu, Zuid-Anhui, Shanghai, Noord-Zhejiang en Noord-Jiangxi. De belangrijkste steden in de streek zijn Shanghai, Nanjing, Ningbo, Hangzhou, Suzhou, Wuxi, Changzhou en Shaoxing.
Jiangnan is al meer dan duizend jaar een belangrijke streek in China. Het heeft een sterke economie en veel goed opgeleide mensen. Veel bekende wetenschappers en politici zijn afkomstig uit deze streek. Hoewel Jiangnan maar vijf procent van het Chinese grondgebied vormt, draagt het verhoudingdgewijs veel meer dan die vijf procent bij aan het bruto nationaal product.
In de streek zijn de laatste vijftien jaar veel fabrieken gebouwd. Er zijn fabrieken van onder andere General Motors en Volkswagen te vinden. Ook zijn er veel elektronica- en textielfabrieken te vinden. Een aanzienlijk deel van de Chinese exportproducten zijn gefabriceerd in Jiangnan.
In Jiangnan zijn ook de Chinese operavormen Huangmei-opera, Kunqu en Zhejiangnese Yue-opera ontstaan.

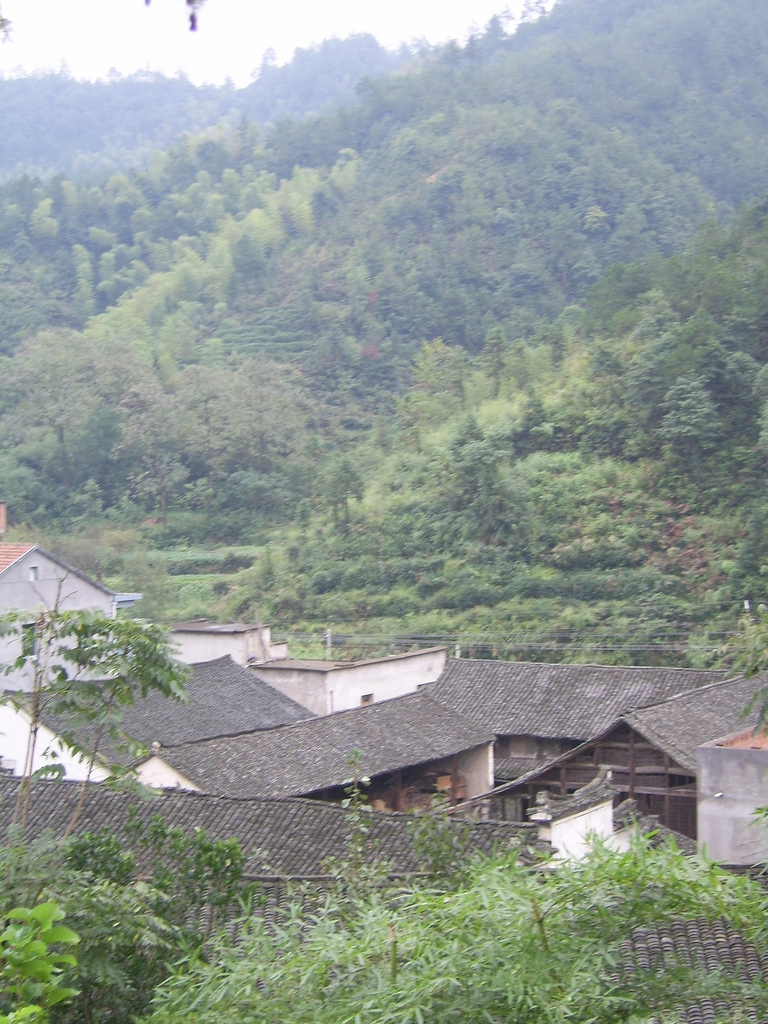
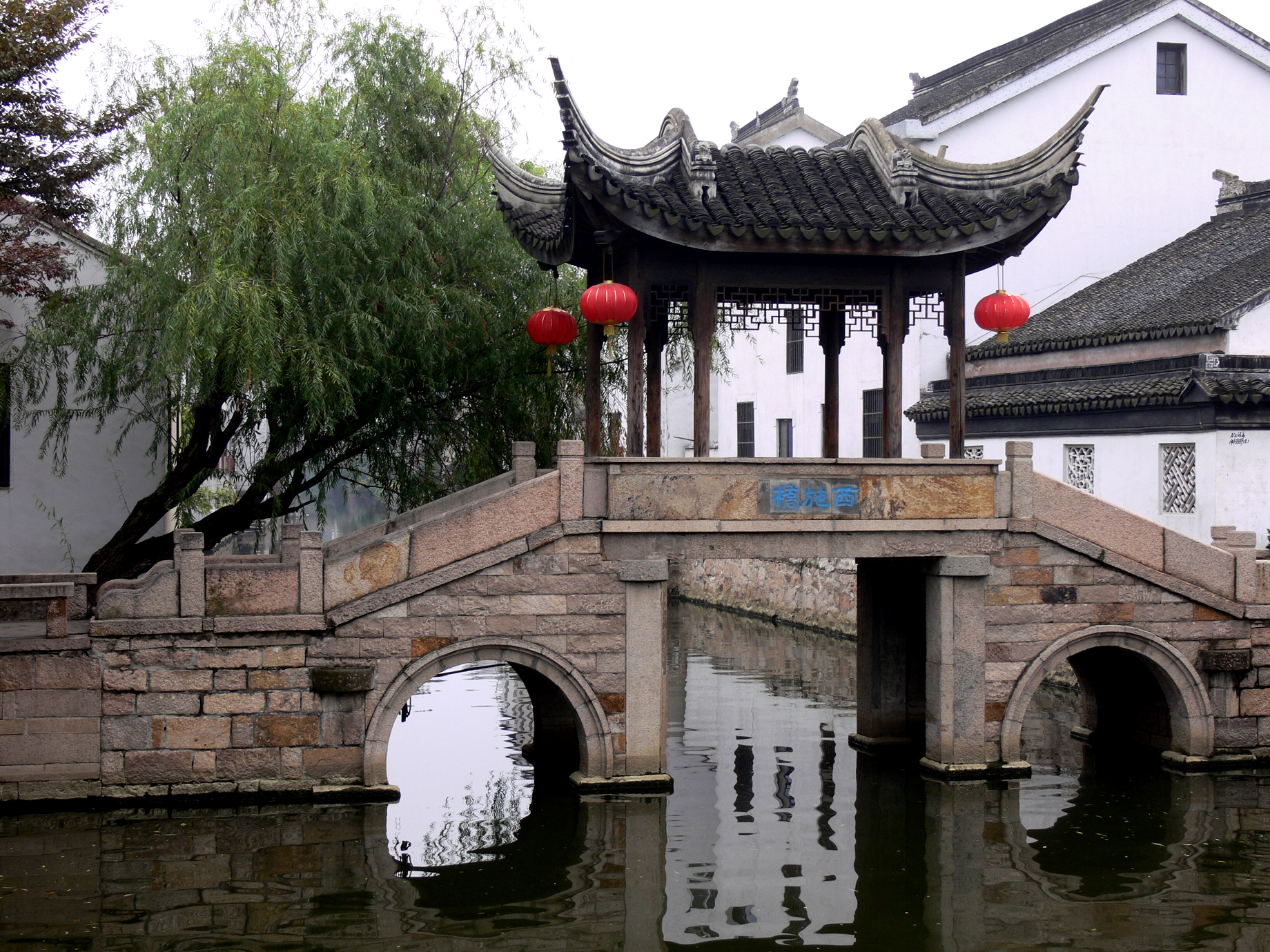
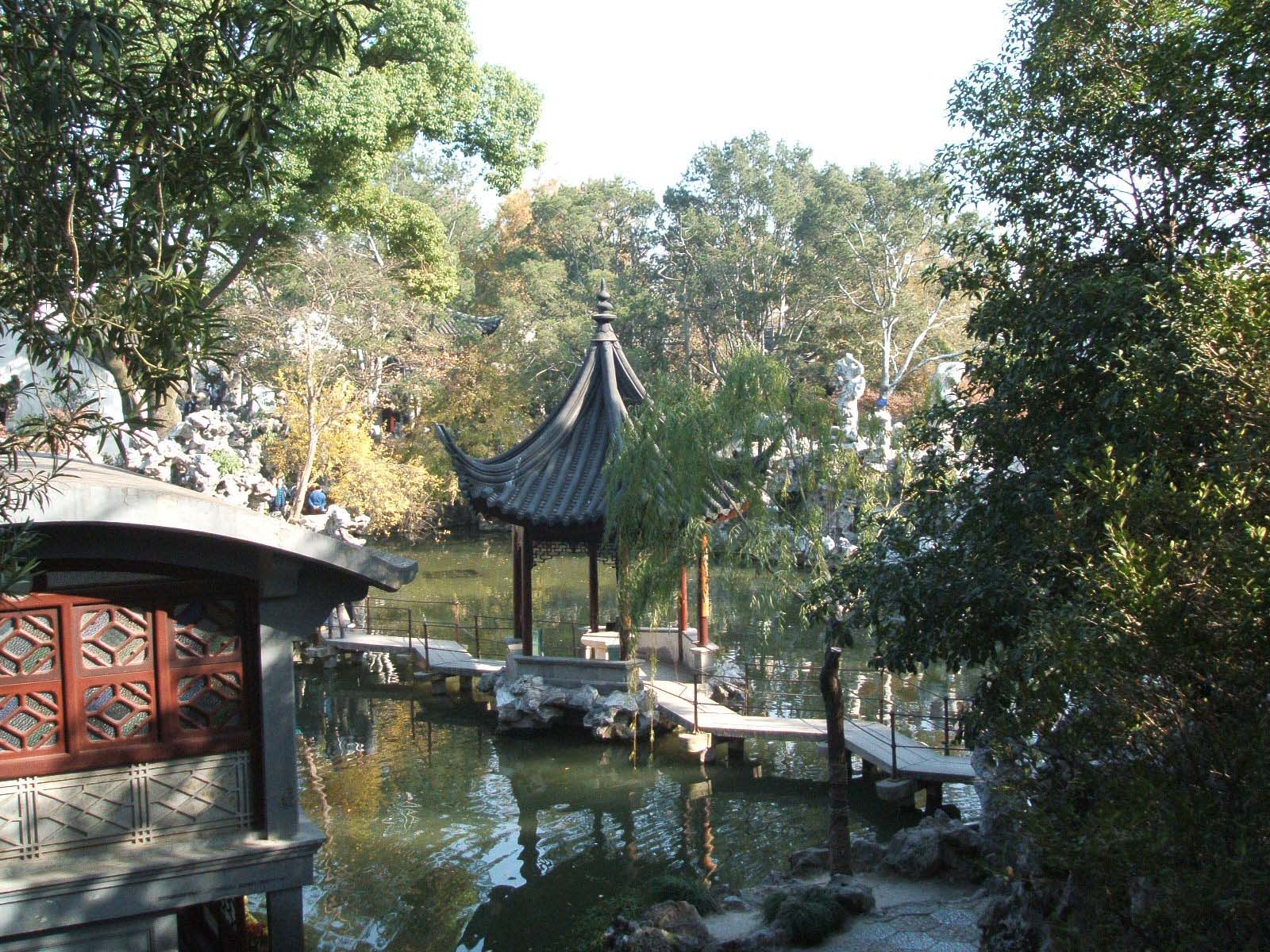
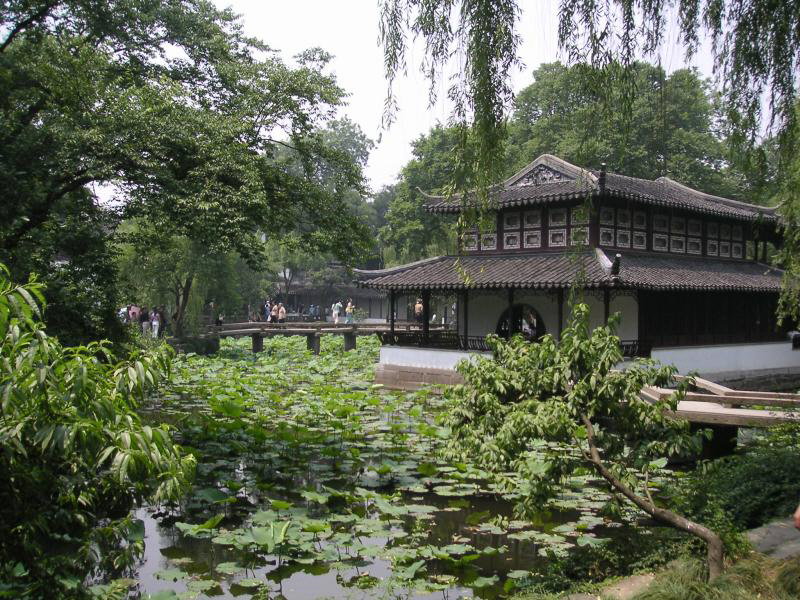
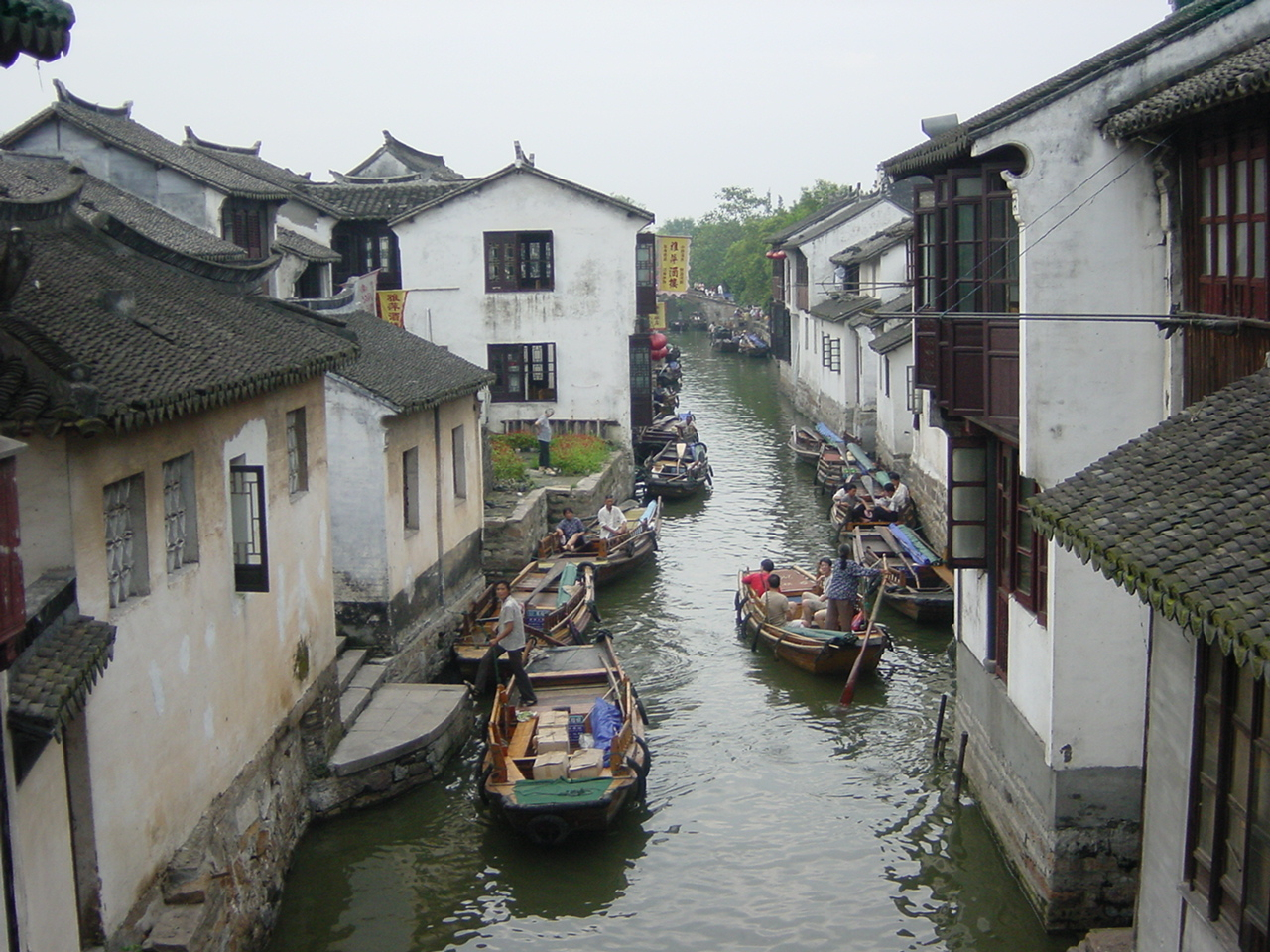